# Liste des pays jugés inamicaux par la Russie

Russie
Pays inscrit sur la liste des pays inamicaux de la Russie

La liste des pays jugés inamicaux par la Russie (en russe : Список недружественных стран) est une liste de pays publiée par le gouvernement russe qui, selon lui, « commettent des actions inamicales contre la Russie, les entreprises et les citoyens russes » . Les pays ajoutés à la liste sont soumis à certaines restrictions liées à leurs relations avec la Russie, notamment des restrictions commerciales et monétaires et des limites de personnel dans les missions diplomatiques dans le pays.
Cette liste est publiée pour la première fois en mai 2021 et comprend alors les États-Unis et la République tchèque. À la suite du déclenchement de l’invasion de l’Ukraine le 24 février 2022 et des sanctions internationales imposées à la Russie, la liste est étendue à 50 États.
Tous les États membres du G7, les 27 États membres de l'Union européenne et les 32 États membres de l'OTAN figurent sur la liste, ainsi que l'Australie, la Corée du Sud, la Nouvelle-Zélande, la Suisse et Taïwan.

## Liste des pays inscrits
L’Estonie est inscrite sur la liste en avril 2021, la Tchéquie et les États-Unis sont ajoutés en mai 2021, tandis que les autres pays sont ajoutés à partir de mars 2022.
1. Albanie
2. Andorre
3. Australie
4. Bahamas
5. Canada
6. Croatie
7. Corée du Sud
8. Danemark
9. États fédérés de Micronésie
10. Grèce
11. Hongrie
12. Islande
13. Japon
14. Liechtenstein
15. Monaco
16. Monténégro
17. Macédoine
18. Nouvelle-Zélande
19. Norvège
20. Saint-Marin
21. Singapour
22. Slovaquie
23. Slovénie
24. Suisse
25. Taïwan
26. Tchéquie
27. Ukraine
28. Royaume-Uni [4]
29. États-Unis [5]
30. Union européenne

## Contexte
En juin 2018, le président russe Vladimir Poutine signe une loi autorisant le gouvernement russe à introduire des contre-mesures visant « les pays déterminés à s'être engagés dans des actions hostiles contre la Russie ». Les contre-mesures énumérées comprennent des restrictions sur les importations et exportations, la suspension ou la fin de la coopération internationale et la privatisation des actifs de l'État. L'annonce de l'adoption de la loi publiée par les médias d'État russes désigne spécifiquement les États-Unis comme la cible de celle-ci.
En avril 2021, la porte-parole du ministère russe des Affaires étrangères, Maria Zakharova, annonce que la Russie publiera une « liste de pays inamicaux » comprenant les États-Unis. Les premières versions de cette liste sont divulguées et incluent jusqu'à dix pays , mais la liste finale publiée n'en contient que deux : les États-Unis et la République tchèque. Après la publication de la liste, le gouvernement russe limite le nombre d'employés de l'ambassade tchèque à dix-neuf ressortissants russes au maximum et interdit à l'ambassade américaine d'embaucher des employés russes.
Les relations entre la Russie et les deux pays sont tendues. Les États-Unis et la Russie expulsent leurs diplomates respectifs et les États-Unis imposent des sanctions contre la Russie en représailles à de prétendues cyberattaques russes et à l'ingérence dans l'élection présidentielle américaine de 2016. De même, la République tchèque accuse des agents des services de renseignement russes d’être à l’origine de deux explosions d’entrepôts de munitions à Vrbětice en 2014.

### Extension de la liste
En février 2022, après que la Russie a lancé une invasion à grande échelle de l'Ukraine, de nombreux pays à travers le monde commencent à imposer des sanctions économiques contre la Russie en représailles à l'invasion, dans le but de paralyser l'économie russe. En parallèle, les états fédérés de Micronésie rompent leurs relations diplomatiques avec la Russie. En réponse, celle-ci élargit la liste des pays hostiles pour y inclure 48 pays à travers le monde qui ont imposé des sanctions ou rompu leurs relations diplomatiques.
Le 22 juillet, la Croatie, le Danemark, la Grèce, la Slovaquie et la Slovénie sont ajoutés à la liste, distincte de l'Union européenne. Le Premier ministre russe Mikhaïl Michoustine déclare que la liste est désormais composée de pays qui « ont adopté des actions hostiles envers la Russie et en particulier contre les représentations diplomatiques et consulaires russes à l'étranger ». L'ambassade du Danemark en Russie est limitée à vingt employés, l'ambassade de Grèce à 34 et l'ambassade de Slovaquie à 16. De plus, les ambassades croate et slovène « ne pourront pas embaucher d'employés dans leurs missions diplomatiques et leurs bureaux consulaires » .
Le 24 juillet, les Bahamas et les dépendances de la Couronne britannique de Guernesey et de l'île de Man sont ajoutés.
Le 30 octobre, onze territoires britanniques sont ajoutés. Le site Internet du cabinet russe déclare : « Onze territoires britanniques d'outre-mer supplémentaires ont été ajoutés à la liste des soutiens des sanctions imposées par le Royaume-Uni à la Russie. Il s'agit des Bermudes, du territoire britannique de l'Antarctique, du territoire britannique de l'océan Indien, des îles Caïmans, îles Malouines, Montserrat, îles Pitcairn, Sainte-Hélène, Ascension et Tristan da Cunha, Géorgie du Sud et îles Sandwich du Sud, Akrotiri et Dhekelia et des îles Turques et Caïques. ». Avec les trois territoires sous contrôle britannique — l’île d’Anguilla, les îles Vierges britanniques et Gibraltar — cela revient à inclure les 14 territoires britanniques d’outre-mer dans la liste.
La Hongrie est ajoutée à la liste en mars 2023 et la Norvège en août.

## Sanctions contre les pays inscrits
La base juridique pour l'instauration de sanctions contre des pays jugés hostiles à la Russie est initialement votée en juin 2018 avec un ensemble de contremesures disponibles, notamment des sanctions sur l'importation et l'exportation, la suspension ou la fin de la coopération internationale et la privatisation des actifs de l'État, mais sans objectifs spécifiques. Lorsque les États-Unis et la République tchèque sont ajoutés à la liste en avril 2021, la Russie limite le nombre d'employés locaux pouvant être embauchés par leurs missions diplomatiques en Russie. L'ambassade de la République tchèque ne peut embaucher que 19 employés russes, tandis que l'ambassade des États-Unis ne peut en embaucher aucun.
En mars 2022, en représailles aux sanctions imposées à la Russie en réponse à son invasion de l’Ukraine, la Russie ajoute à la liste des pays hostiles 48 pays supplémentaires qui ont imposé des sanctions à son encontre. Les créanciers des pays figurant sur la liste qui cherchent à recevoir des paiements sur la dette sont tenus d'ouvrir un compte bancaire spécial dans une banque russe pour recevoir les paiements en roubles plutôt que dans une autre monnaie internationale. En outre, tous les nouveaux accords d'entreprise entre des sociétés russes et des entités situées dans des pays figurant sur la liste doivent désormais demander l'approbation d'une commission gouvernementale russe.
Le président russe annonce quelques semaines plus tard que la Russie n'acceptera plus que le rouble comme moyen de paiement pour ses exportations de gaz naturel vers les pays figurant sur la liste. À la suite du gel des réserves de change en euros et en dollars de la Banque centrale russe par les pays ayant pris des sanctions, ainsi qu'à son exclusion du système SWIFT, la Russie n'envisage plus les paiements en dollars et euros via des comptes étrangers viables. Les banques russes Gazprombank et Rosneftbank sont épargnées par les sanctions du SWIFT afin de permettre les paiements du gaz et du pétrole russes à Gazprom et Rosneft. Cependant, la Russie reste confrontée au risque que les paiements de l'énergie effectués en dollars ou en euros soient également gelés lors d'une future extension de l'interdiction SWIFT. Elle contourne cette obligation par les paiements en roubles. Poutine déclare qu'en conséquence, cela « n'a aucun sens » de recevoir des paiements dans d'autres devises. En outre, les sanctions internationales contre la Russie font chuter la valeur du rouble. L’Union européenne, ajoutée à la liste en tant qu'entité transnationale, dépend de la Russie pour 40 % de ses importations de gaz naturel. Grâce à cette demande, les paiements en roubles peuvent contribuer à regonfler la valeur de la monnaie, affaiblie après les sanctions.
Le 4 avril 2022, Vladimir Poutine signe un décret introduisant des restrictions de visa pour les citoyens des pays inamicaux, une décision prise en représailles aux mesures prises par l'Union européenne. Selon le décret, la Russie suspend partiellement ses accords de visa simplifiés avec les pays membres de l'UE, ainsi que la Norvège, l'Islande, la Suisse et le Liechtenstein. Le Kremlin déclare que le décret ordonne également au ministère des Affaires étrangères d'imposer des restrictions individuelles d'entrée aux étrangers et aux apatrides qui commettent des « actes hostiles » contre la Russie, ses citoyens ou ses représentants.
La Russie interdit l'exportation de gaz nobles, dont le néon et l'hélium, vers des « pays hostiles » à partir du 31 mai 2022. Il s’agit d’une contre-sanction faisant suite à l’interdiction des exportations de produits électroniques vers la Russie.
Le 5 septembre 2022, la Russie met fin à l'accord avec le Japon visant à faciliter les visites dans les îles Kouriles des anciens résidents japonais.
En juin 2023, la Russie interdit aux journalistes de pays hostiles de participer au Forum économique russe. De nombreux journalistes étrangers ont déjà quitté la Russie pour des raisons de sécurité.

## Sanctions financières imposées aux personnes et aux entreprises figurant sur la liste
En mars 2022, la Russie adopte une loi autorisant les entreprises nationales à ne fournir aucune compensation aux titulaires de brevets issus de pays hostiles. Le décret 299 modifie les lois sur la propriété intellectuelle en Russie. Les pays figurant sur la liste ne bénéficieront pas de réciprocité pour les produits protégés par le droit d'auteur.
En mars 2023, la Russie annonce que les ressortissants de pays hostiles seront soumis à une taxe de sortie « volontaire » pouvant aller jusqu'à 10 %, à verser au budget fédéral russe, sur la vente d'actions d'entreprises russes. Cette mesure est élargie en juillet 2023, de sorte que les entreprises étrangères qui quittent la Russie doivent vendre leurs actifs à des acheteurs russes avec une réduction de 50 % avant leur départ. Le décret interdit également d'inclure des options de rachat.
En août 2023, la Russie adopte par décret l'interdiction aux investisseurs étrangers originaires de pays hostiles de détenir des parts dans les grandes entreprises russes. Les entreprises russes concernées ne sont pas spécifiées, mais incluraient des banques et des entreprises aux revenus, actifs, nombre d'employés ou impôts payés importants. Cela signifie que les actions peuvent être retirées aux investisseurs étrangers et données à des investisseurs russes.
Le même mois est voté le décret 585, suspendant partiellement certaines sections des conventions de double imposition (CDI) avec des pays hostiles, ce qui entraîne l'application de retenues à la source standard, de 15 % sur les dividendes et de 20 % sur les paiements d'intérêts, de redevances et de non-paiements. Une double imposition spécifique va également être mise en place. Le décret unilatéral est voté en violation des termes des CDI et de la convention de Vienne sur le droit des traités. Une entreprise non russe qui possède un établissement en Russie risque d'être imposée par la fiscalité russe ainsi que par celle de son pays d'origine en raison de la suspension des CDI.